# Erin Daniels
Erin Daniels (Saint Louis (Missouri), 9 oktober 1972), geboren als Erin Cohen, is een Amerikaanse actrice.

## Biografie
Daniels werd geboren en groeide op in Saint Louis (Missouri) in een Joodse familie. Zij doorliep de high school aan de Clayton High School in Clayton (Missouri). Hierna studeerde zij in 1995 af in kunst aan de Vassar College in Poughkeepsie. 
Daniels begon in 1996 met acteren in de televisieserie Law & Order, waarna zij nog meerdere rollen speelde in televisieseries en films. Zij is vooral bekend van haar rol als Dana Fairbanks in de televisieserie The L Word waar zij in 39 afleveringen speelde (2004-2007). 
Daniels is in 2009 getrouwd met filmproducent Chris Uetwiller met wie zij twee kinderen heeft. 

## Filmografie

### Films
Uitgezonderd korte films
- 2020 Beautiful Dreamer - als Margaret
- 2019 Animal Among Us - als Christine
- 2018 De'Vyne - als Sarah Fraisher
- 2013 The Bling Ring - als Shannon
- 2012 Joshua Tree, 1951: A Portrait of James Dean - als moeder van kamergenote
- 2012 Like Father - als Ali Miller
- 2011 The Sitter - als mrs. Pedulla
- 2011 Few Options - als Helen
- 2009 A Single Man - als bankmedewerkster
- 2005 Wheelmen - als Gwen
- 2003 House of 1000 Corpses - als Denise Willis
- 2002 One Hour Photo - als Maya Burson
- 2000 The Disciples - als Lisa Johnson
- 1999 Chill Factor - als medicus
- 1998 USMA West Point - als Christine Davis
- 1997 Flushed - als ??

### Televisieseries
Uitgezonderd eenmalige gastrollen.
- 2008 Swingtown - als Sylvia Davis - 4 afl.
- 2007 Jericho - als Maggie - 2 afl.
- 2004-2007 The L Word - als Dana Fairbanks - 39 afl.
- 2006 Justice - als Betsy Harrison - 3 afl.
- 2003 Boomtown - als Karen Crane - 4 afl.
- 1999-2000 Action - als Jenny - 4 afl.

- Bibsys: 7061756
- Bibliothèque nationale de France: cb14168963f (data)
- CiNii: DA18510867
- Gemeinsame Normdatei: 140033416
- International Standard Name Identifier: 0000 0001 1470 4760
- Library of Congress Control Number: no2006116288
- Virtual International Authority File: 34220320
- WorldCat: E39PBJw8T6mVCQFm4vbgpXf6rq